# Oliver Smithies
Oliver Smithies, född 23 juni 1925 i Halifax i West Yorkshire, död 10 januari 2017 i Chapel Hill i North Carolina, var en brittisk-amerikansk medicinsk forskare. Han avlade doktorsexamen i biokemi vid Oxfords universitet 1951. Han var professor i patologi och laboratoriemedicin vid University of North Carolina at Chapel Hill och var under senare delen av sitt liv amerikansk medborgare. 
Smithies tilldelades 2007 års Nobelpris i fysiologi eller medicin tillsammans med Mario R. Capecchi och Martin J. Evans, för deras upptäckter av "principer för att introducera specifika förändringar av gener i möss med användning av embryonala stamceller".
Deras upptäckter har gett upphov till en kraftfull teknik, s.k. riktad genmodifiering i möss, som möjliggjort både framsteg inom grundforskning och utveckling av en rad nya sjukdomsterapier. Tekniken gör det möjligt att producera s.k. knockoutmöss vars arvsmassa modifierats på i princip godtyckligt sätt, så att man därigenom kan fastställa enskilda geners betydelse för hälsa, åldrande och sjukdomar. Detta har resulterat i hundratals djurmodeller för mänskliga sjukdomar, såsom hjärt-kärlsjukdomar, neurodegenerativa sjukdomar, diabetes och cancer.
Vid genmodifieringen utgår man från embryonala stamceller från en musstam, modifierar dessas DNA med hjälp av retrovirus och injicerar dem i musembryon från en annan musstam. Detta ger upphov till s.k. mosaikmöss med celler från båda stammarna. Mosaikmössen korsas med normala möss och ger upphov till både genetiskt förändrad och normal avkomma. Genom att studera egenskaperna hos avkomman kan man fastställa de olika genernas betydelse och funktion i musen. 
År 2001 tilldelades han Albert Lasker Basic Medical Research Award. År 2002/2003 tilldelades han Wolfpriset i medicin tillsammans med Ralph Brinster och Mario Capecchi.